# Rivo Ruggeri
Rivo Ruggeri (Pescarolo, 23 marzo 1912 – Adi Gartié, 14 maggio 1938) è stato un militare italiano, insignito della medaglia d'oro al valor militare alla memoria nel corso delle grandi operazioni di polizia coloniali in Africa Orientale Italiana.

## Biografia
Nacque a Pescarolo, provincia di Cremona, il 23 marzo 1912, figlio di Cittadino e Carmelina Canova. Arruolato nel Regio Esercito, nell'ottobre 1932 fu ammesso a frequentare la Scuola allievi ufficiali di complemento di Moncalieri e nel giugno 1933 fu nominato sottotenente dell'arma di fanteria, assegnato in servizio al 7º Reggimento fanteria. Posto in congedo nell'agosto dell'anno successivo, nel luglio 1935 fu richiamato in servizio attivo a domanda, ottenendo di partire per l'Africa Orientale. Sbarcato a Massaua, in Eritrea, il 21 luglio venne trasferito al Regio corpo truppe coloniali d'Eritrea assegnato al XXXI Battaglione coloniale. Partecipò alle operazioni belliche nel corso della guerra d'Etiopia, e alle successive grandi operazioni di polizia coloniali. Decorato con una medaglia di bronzo al valor militare a Debra Tabor nel 1937, cadde in combattimento a Adi Gartié il 14 maggio 1938, venendo insignito della medaglia d'oro al valor militare alla memoria.

### Fonti
1. 1 2 3 4 5  Combattenti Liberazione.
2. 1 2 3  Gruppo Medaglie d'Oro al Valor Militare 1965, p. 306.
3. ↑   Medaglia d'oro al valor militare, su quirinale.it, Quirinale. URL consultato l'11 luglio 2021.
4. ↑   Gazzetta ufficiale del Regno d'Italia. Parte prima, 1938,  p. 3282. URL consultato il 12 marzo 2021.